# Mercedes-Benz Ponton (Type 121)
 (décembre 2024).
Si vous disposez d'ouvrages ou d'articles de référence ou si vous connaissez des sites web de qualité traitant du thème abordé ici, merci de compléter l'article en donnant les références utiles à sa vérifiabilité et en les liant à la section « Notes et références ».

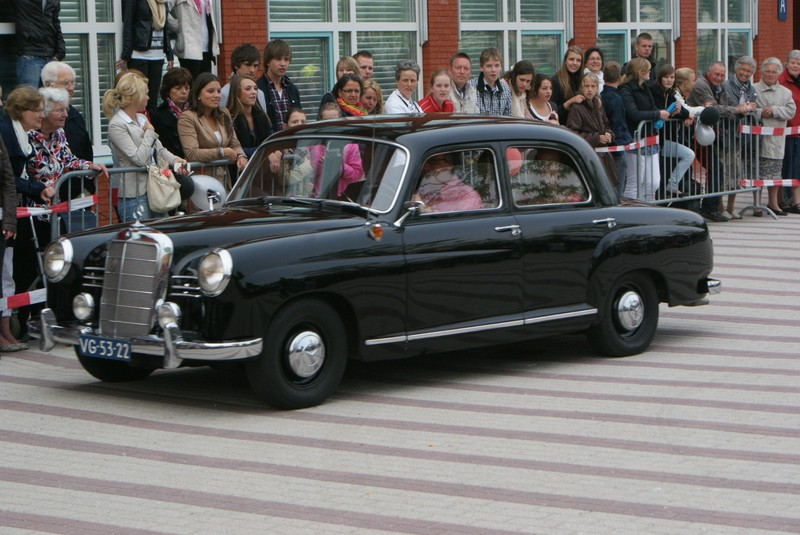
Mercedes-Benz W120

La Mercedes-Benz W121 est une série d'automobiles Mercedes-Benz.

## Le contexte
En juillet 1953, apparaissent les premières Mercedes de l’après-guerre : le type ponton. Ponton (de l’anglais pontoon : son sens premier (sens américain) désigne un élément de carrosserie automobile intégrant tout à la fois l’aile et le garde-boue. Ponton dans son sens européen, également adopté par les Britanniques, désigne un modèle de voiture dont les portières se fondent dans les ailes, vers l'avant comme vers l'arrière. C'est ainsi qu'un ensemble de modèles Mercedes-Benz se nomme le type « Ponton » :
Ces autos disposent d’une gamme étendue d’accessoires (radio, antibrouillard, chauffage additionnel à l'arrière, cuir, accoudoirs, etc.) et d’un tableau de bord très complet et luxueux pour l’époque.

## Présentation du modèle

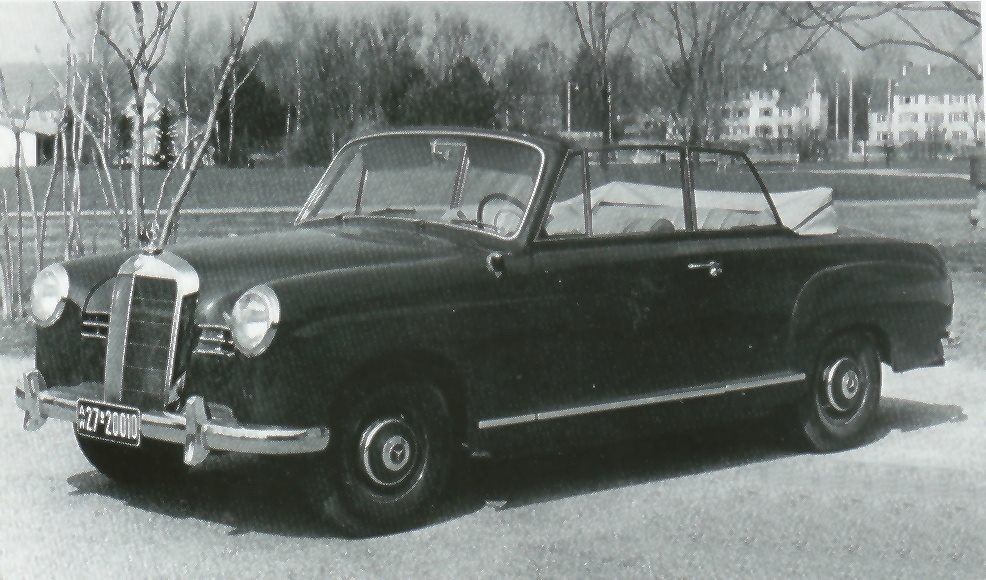
Prototype de la W121 en version cabriolet

La caisse est en acier embouti, le train avant est hérité de la 180 et le pont de la 220. Comme pour la 300SL, le moteur super carré autorise des régimes normaux élevés. Depuis la position de conduite, le champ de vision est large, les extrémités des ailes bien visibles, le capot plongeant dégageant bien l’avant (le bossage ne gêne en rien).
En conduite, le passage des vitesses à 5 500 tours donne une vitesse de 80 km/h en 2e, 120 en 3e & 160 en 4e. La boîte de vitesses est remarquablement maniable et synchronisée. La vitesse de pointe est de l’ordre de 160/165 km/h, ce qui correspond à un 180 compteur.
Confort : Les suspensions paraissent dures (surtout à basse vitesse). Elle donne l’impression de devenir équilibrée et stable à vitesse élevée. On ne retrouve pas le charme du « shaker anglais au ras du bitume » ou de l’échappement des italiennes.
L’auto est finie comme une montre suisse (J. Boster d’Auto Sport). Son point fort serait un freinage sans problème allié à un confort incomparable.